# Modřenec širolistý
Modřenec širolistý (Muscari botryoides) je druh jednoděložné rostliny z čeledi chřestovité (Asparagaceae). V minulosti byl řazen do čeledi hyacintovité (Hyacinthaceae), případně do čeledi liliovité v širším pojetí (Liliaceae s.l.).

## Popis
Jedná se o asi 10–30 cm vysokou vytrvalou rostlinu s podzemní cibulí, která je obalena bledě šedohnědou slupkou, dceřiné cibulky chybí. Listy jsou jen v přízemní růžici, přisedlé, nejčastěji 2-4 z jedné cibule, asi stejně dlouhé jako stvol. Čepele jsou široce čárkovité, víceméně ploché, asi 3–8 mm široké. Květy jsou v květenstvích, kterým je vrcholový hrozen, který obsahuje asi 12-20 květů, za květu je víceméně hustý, za plodu se prodlužuje. Okvětí se skládá z 6 okvětních lístků, které jsou skoro po celé délce srostlé v baňkovitou okvětní trubku, jen nahoře jsou krátké ven vyhnuté cípy bílé barvy. Okvětní trubka je většinou světle modrá až světle modrofialová, někdy se v zahradách pěstují i albinotičtí jedinci. Květy jsou nevonné. Tyčinek je 6, nitky srostlé s okvětní trubkou. Gyneceum je srostlé ze 3 plodolistů, plodem je tobolka.

## Rozšíření
Modřenec širolistý je přirozeně rozšířen v jižní Evropě a v jižní části střední Evropy, ale pěstovaný a zplanělý je i ledaskde jinde v Evropě i v Severní Americe.

## Rozšíření v Česku
V ČR roste ve světlých listnatých lesích, ve vinicích a v lesních lemech od nížin po pahorkatiny teplejších oblastí. Na jižní Moravě je snad původní, v Čechách jen pěstovaný a zplanělý. Květe na jaře, v dubnu až v květnu.

## Galerie

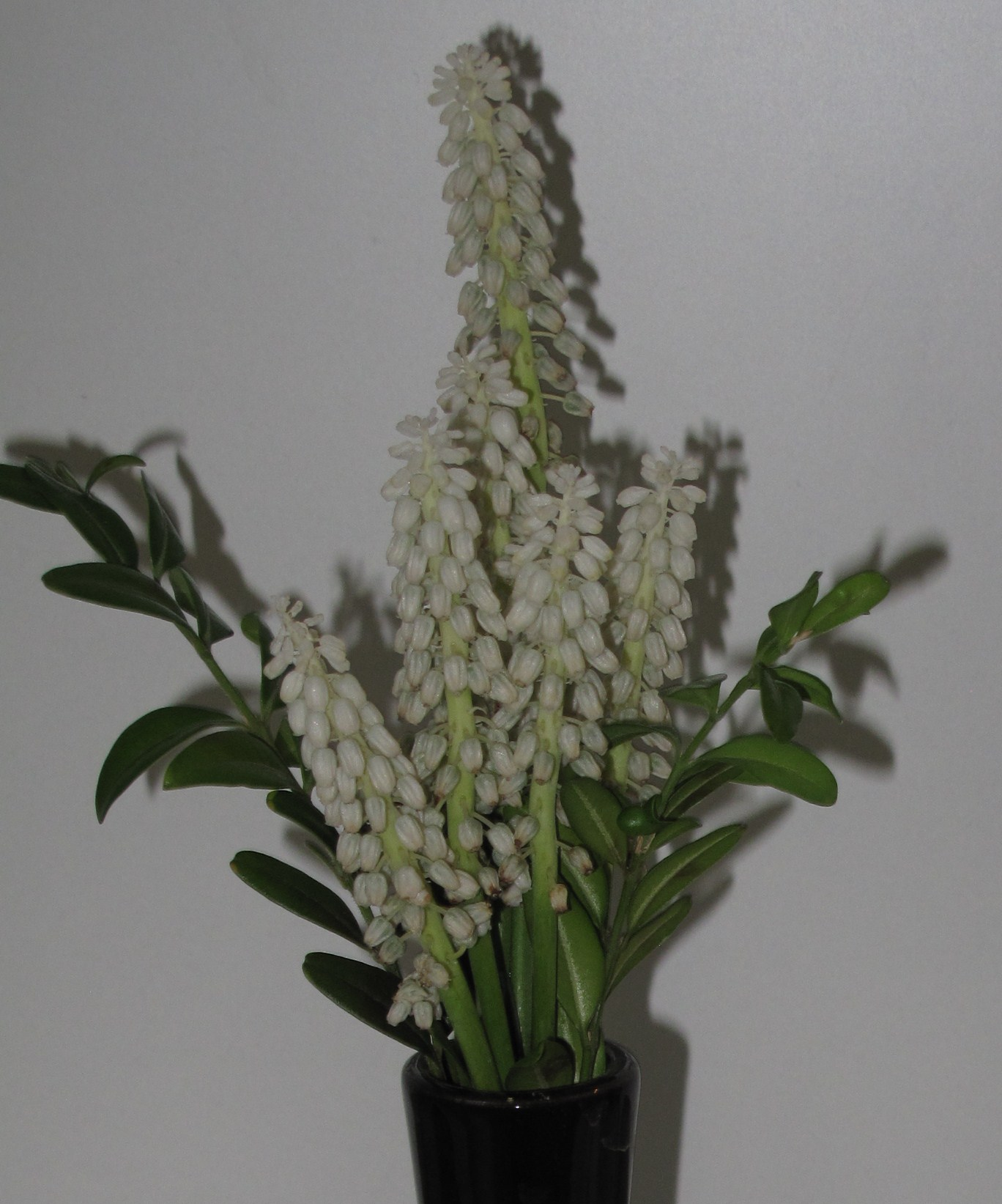
Bílá varianta